# يسرى المقدم
يسرى المقدم (1951 -)، أديبة لبنانية وكاتبة وباحثة في مجال حقوق المرأة.

## ولادتها
1. ولدت في العام 1951 ميلادي، في بلدة زبدين إحدى قرى جبل عامل في الجنوب اللبناني.

## المؤتمرات والمشاركات
- كتبت في عدد من الصحف والمجلات العربية
- وشاركت في ندوة حول الشاعرة صباح زوين في الجامعة الأمريكية في بيروت[1]
- شاركت في أعمال «ندوة الرواية العربية والنقد» في بيروت وأدارت إحدى جلساتها وذلك ضمن برنامج «بيروت عاصمة عالمية للكتاب»[2]
- شاركت في ندوة (الخطاب النقدي العربي- الإنجازات والأسئلة) ضمن مهرجان القرين الثقافي الثالث عشر
- شاركت في دمشق في «ملتقى الرواية العربية»، تحت عنوان «تحولات السرد الروائي»[3]
- شاركت في ملتقى القاهرة الدولي الخامس للإبداع الروائي العربي تحت عنوان «الرواية العربية.. إلـى أيــن؟ »
- شاركت في مؤتمر دورة عبد السلام العجيلي في الرقة للرواية العربية
- كتبت عنها العديد من الصحف العربية.[4]

1. ترجمت مجموعة قصصية لغابريال غارسيا ماركيز تحت عنوان «اثنتا عشرة قصة ضائعة»

## مؤلفاتها[5]
- مؤنث الرواية
- مجموعة قصص لماركيز (ترجمة)
- الحريم اللغوي